# Diazanaftaleno
Los Diazanaftalenos son una clase de compuestos químicos heterocíclicos aromáticos que tienen la fórmula C8H6N2. Consisten de un doble anillo de naftaleno en el que dos de los átomos de carbono han sido remplazados con átomos de nitrógeno. Hay 10 isómeros posicionales diferentes, los que se diferencian por la ubicación de los átomos de nitrógeno.[cita requerida]
El grupo consiste de dos subgrupos:
- Cuatro benzodiazinas con ambos átomos de N en un anillo: cinnolina, quinazolina, quinoxalina, y ftalazina
- Seis naftiridinas con un átomo de N por anillo[1][2]

## Isómeros
| Nombres                             | Estructura | Subgrupo     |
| ----------------------------------- | ---------- | ------------ |
| 1,2-diazanaftaleno cinnolina        |            | benzodiazina |
| 2,3-diazanaftaleno ftalazina        |            | benzodiazina |
| 1,3-diazanaftaleno quinazolina      |            | benzodiazina |
| 1,4-diazanaftaleno quinoxalina      |            | benzodiazina |
| 1,8- naftiridina 1,8-diazanaftaleno |            | naftiridina  |
| 1,7-naftiridina 1,7-diazanaftaleno  |            | naftiridina  |
| 2,7- naftiridina 2,7-diazanaftaleno |            | naftiridina  |
| 1,6- naftiridina 1,6-diazanaftaleno |            | naftiridina  |
| 1,5- naftiridina 1,5-diazanaftaleno |            | naftiridina  |
| 2,6- naftiridina 2,6-diazanaftaleno |            | naftiridina  |